# Риговаракское
Риговаракское — озеро на территории Сосновецкого сельского поселения Беломорского района Республики Карелии.

## Общие сведения
Площадь озера — 6,5 км², площадь водосборного бассейна — 16,3 км². Располагается на высоте 133,2 метров над уровнем моря.
Форма озера лопастная, продолговатая: оно более чем на шесть километров вытянуто с северо-запада на юго-восток. Берега изрезанные, каменисто-песчаные, местами заболоченные.
Из северо-западной оконечности озера вытекает река Одава, впадающая в реку Нижнюю Охту. Последняя впадает в реку Кемь.
В озере более десяти безымянных островов различной площади, однако их количество может варьироваться в зависимости от уровня воды.
К юго-востоку от озера проходит лесовозная дорога.
Код объекта в государственном водном реестре — 02020001011102000006431.